# Lufia & the Fortress of Doom
Lufia & the Fortress of Doom, conosciuto in Giappone come Estpolis Denki (エストポリス伝記? Biografia di Estpolis) è un videogioco di ruolo alla giapponese sviluppato dalla Neverland e pubblicato dalla Taito nel 1993 per Super Nintendo. Si tratta del primo titolo di una serie di videogiochi intitolati al personaggio di Lufia, e l'unico pubblicato in America dalla Taito.

## Trama
La storia di Lufia & the Fortress of Doom inizia, secondo quanto narrato da un'antica profezia del mondo di Lufia, con l'emersione nel cielo di un'enorme isola galleggiante con un grande castello su essa. Chiamata come la "Fortezza del destino", questo castello è la base operativa di un gruppo di essere potentissimi chiamati Sinistrals che hanno intenzione di utilizzare i propri poteri per piegare il mondo al loro volere.
Per difendersi, vengono inviati nel castello i quattro guerrieri più coraggiosi: Maxim, Selan (Serena in giapponese), Artea (Arty in giapponese) e Guy. Il loro scopo è di infiltrarsi fra i Sinistrals per distruggerli prima che essi possano iniziare il loro attacco. Il videogioco inizia con il giocatore che deve controllare i quattro guerrieri pronti al loro scontro con i Sinistrals. Tuttavia, subito dopo lo scontro, la fortezza inizia a crollare e Maxim e Selan rimangono intrappolati al di là di una profonda voragine che ha squarciato in due la sala del trono. Incapaci di salvare i propri compagni, Artea ed Guy lasciano l'isola convinti che i loro amici sono periti nel crollo della fortezza.
La pace nel regno dura per novanta anni, dopo l'incontro dei quattro guerrieri con i Sinistrals, ed è proprio a questo punto che inizia il vero gioco. La storia è raccontata dalla prospettiva di un ragazzino dai capelli rossi comandato dal giocatore, che decide il suo nome. Nel corso della storia, il ragazzino sarà coinvolto nell'incredibile lotta che si svolgerà per la salvezza del mondo, minacciata ancora una volta dall'esercito dei Sinistral, riemersi nel cielo.